# Plus Bank
Plus Bank S.A. — польський комерційний банк зі штаб-квартирою у Варшаві. Роздрібний банк, який спеціалізується на наданні готівкових та іпотечних кредитів та строкових депозитів. Також діє в галузі фінансування корпоративних клієнтів.
Заснований у 1991 у Познані як «Invest-Bank S.A.». Засновником був банкір Пйотр Биковський. 
З 1999 банк є складовою групи капіталу Зигмунта Солож-Жака, до якої також входить «Cyfrowy Polsat» (власник платформи «Cyfrowy Polsat», мережі «Cyfrowy Polsat» і «Telewizja Polsat»). На кінець 2013 року банк обслуговував близько 300 000 клієнтів.
6 грудня 2013 змінив назву на «Plus Bank» і тоді ініціював тісну співрацю з оператором телекомунікацій «Plus» та «Polkomtel».
У 2015 став жертвою хакера, який мав доступ, за даними ЗМІ, до вебсервера та рахунків клієнтів. На основі шаблонів друку з історії транзакцій та історії зареєстрованих доменів було встановлено, що банк став жертвою кібер-атаки.

## Власники
| Акціонер                 | Частка  | Голоси на ЗБА |
| ------------------------ | ------- | ------------- |
| Зигмунт Солож-Жак        | 2,147%  | 7,758%        |
| Karswell Ltd             | 49,580% | 30,769%       |
| PAI Media S.A.           | 6,806%  | 32,818%       |
| Bithell Holdings Limited | 7,932%  | 9,257%        |